# Ereño (Bedia)
Ereño es una entidad de población española del municipio de Bedia, perteneciente a la provincia de Vizcaya, en la comunidad autónoma del País Vasco.

## Historia
Hacia finales del siglo XIX, el lugar, ya por entonces perteneciente a Bedia, tenía contabilizada una población de alrededor de cuarenta habitantes. Aparece descrito en el cuarto volumen del Diccionario geográfico, estadístico, histórico, biográfico, postal, municipal, marítimo y eclesiástico de España y sus posesiones de ultramar de Pablo Riera y Sans con las siguientes palabras:

EREÑO.—B. agreg. al ayunt. de Védia, del que dista 5 k. Cuenta sobre unos 40 hab. hab. y 14 edif. entre habitados é inhabitados. —Org. civ. Corresponde á la prov. de Vizcaya, y contribuye con su ayunt. á las elecciones de diputados provinciales y las de Córtes. —Org. mil. C. G. de las Provincias Vascongadas y C. M. de Vizcaya.—Org. ecle. Pertenece á dióc. de Vitoria, al arciprestazgo de La Rivera y tiene una iglesia parroquial bajo la advocacion de San Miguel, cuyo curato pertenece á la categoría de rural de 1.ª clase. — Org. jud. Forma parte del part. jud. de Durango y con él está sujeto á la aud. de lo criminal de Bilbao y territ. de Búrgos.—Org. econ. Para el pago de sus contr. depende, con su municipio, de la Delegacion de Hacienda de la prov. — S. púb. Recibe y emite la corr. por cn. de Bilbao á Ceanuri. — Ob. púb. y med. de com. Se comunica con las pob. limítrofes por medio de los caminos que atraviesan el tér. del ayunt. de que forma parte. —Ins. púb. Hállase la escuela en la pob. cabecera de su ayunt.—Art., of. ind. La principal ocupacion de los hab. de este b. es la agricultura.—Pob. Nada de particular ofrecen las casas que la forman.—Sit. geog. y top. (Véase el artículo referente á su ayunt.).
(Riera y Sans, 1883, p. 356)

En 2022, tenía empadronados veintisiete habitantes.